# Slatina (miasto w Chorwacji)
Slatina (dawniej Podravska Slatina) – miasto w Chorwacji, w żupanii virowiticko-podrawskiej, siedziba miasta Slatina. W 2011 roku liczyła 10 208 mieszkańców.

## Geografia
Slatina jest położona w środkowej (slawońskiej) części Podrawia, na wysokości 127 m n.p.m., nieopodal pasma górskiego Papuk, 31 km na południowy wschód od Viroviticy.
Miejscowa gospodarka oparta jest na przemyśle spożywczym i tytoniowym.

## Historia
Pierwsza wzmianka historyczna o Slatinie (jako Zalathnuk) pochodzi z 1297 roku.
W XVI wieku znalazła się pod władaniem osmańskim i należała do sandżaku pożedzkiego. W 1684 roku stała się częścią Monarchii Habsburgów. W 1750 roku została podarowana rodowi Pejačeviciów przez Marię Teresę.
Rozwój gospodarczy Slatiny miał miejsce pod koniec XIX wieku, gdy stała się węzłem komunikacyjnym oraz miejscem produkcji szkła, garbników i win. Miejscowe drewno dębowe eksportowano do Francji. W latach 60. XX wieku rozwinięto przemysł budowlany, spożywczy i tytoniowy.